# Бюльбюль рудий
Бюльбю́ль рудий (Euptilotus eutilotus) — вид горобцеподібних птахів родини бюльбюлевих (Pycnonotidae). Мешкає в Південно-Східній Азії. Це єдиний представник монотипового роду Рудий бюльбюль (Euptilotus).

## Поширення і екологія
Руді бюльбюлі мешкають на Малайському півострові, на Суматрі, Калімантані та на сусідніх островах. Вони живуть у вологих рівнинних тропічних лісах і чагарникових заростях, в заболочених лісах і на плантаціях. Зустрічаються переважно на висоті до 400 м над рівнем моря.

## Збереження
МСОП класифікує стан збереження цього виду як близький до загрозливого. Рудим бюльбюлям загрожує знищення природного середовища.